# American Hockey League 1945-1946
La stagione 1945-1946 è stata la 10ª edizione della American Hockey League, la più importante lega minore nordamericana di hockey su ghiaccio. Rispetto alla stagione precedente il calendario venne allungato fino a raggiungere quota 62 incontri. La stagione vide al via otto formazioni e al termine dei playoff i Buffalo Bisons conquistarono la loro terza Calder Cup sconfiggendo i Cleveland Barons 4-3.

## Modifiche
- Al termine della seconda guerra mondiale i New Haven Eagles, scioltisi a metà della stagione 1942-43, ritornarono a competere in AHL.

## Stagione regolare

### Classifiche
East Division
|  | Pos. | Squadra          | Pt | G  | V  | S  | N  | GF  | GS  | DR  |
|  | ---- | ---------------- | -- | -- | -- | -- | -- | --- | --- | --- |
|  | 1.   | Buffalo Bisons   | 84 | 62 | 38 | 16 | 8  | 270 | 196 | +74 |
|  | 2.   | Hershey Bears    | 62 | 62 | 26 | 26 | 10 | 213 | 221 | -8  |
|  | 3.   | Providence Reds  | 52 | 62 | 23 | 33 | 6  | 221 | 254 | -33 |
|  | 4.   | New Haven Eagles | 38 | 62 | 14 | 38 | 10 | 199 | 263 | -64 |

West Division
|  | Pos. | Squadra               | Pt | G  | V  | S  | N  | GF  | GS  | DR  |
|  | ---- | --------------------- | -- | -- | -- | -- | -- | --- | --- | --- |
|  | 1.   | Indianapolis Capitals | 75 | 62 | 33 | 20 | 9  | 286 | 238 | +48 |
|  | 2.   | Pittsburgh Hornets    | 70 | 62 | 30 | 22 | 10 | 262 | 226 | +36 |
|  | 3.   | Cleveland Barons      | 64 | 62 | 28 | 26 | 8  | 269 | 254 | +15 |
|  | 4.   | St. Louis Flyers      | 51 | 62 | 21 | 32 | 9  | 198 | 266 | -68 |

Legenda:

      Ammesse ai Playoff
Note:

Due punti a vittoria, un punto a pareggio, zero a sconfitta.

### Statistiche
Classifica marcatori
| Giocatore       | Squadra                | PG | Gol | Assist | Punti |
| --------------- | ---------------------- | -- | --- | ------ | ----- |
| Les Douglas     | Indianapolis Capitals  | 62 | 44  | 46     | 90    |
| Norm Larson     | 2 franchigie (NH, HER) | 62 | 36  | 53     | 89    |
| Tom Burlington  | Cleveland Barons       | 59 | 36  | 46     | 82    |
| Pete Leswick    | Indianapolis Capitals  | 61 | 29  | 52     | 81    |
| Louis Trudel    | Cleveland Barons       | 61 | 33  | 46     | 79    |
| Joe Bell        | 2 franchigie (NH, HER) | 62 | 46  | 31     | 77    |
| Maurice Rimstad | Cleveland Barons       | 62 | 34  | 43     | 77    |
| Les Cunningham  | Cleveland Barons       | 62 | 33  | 44     | 77    |
| Wally Wilson    | Pittsburgh Hornets     | 57 | 34  | 41     | 75    |
| Gino Rozzini    | Hershey Bears          | 56 | 31  | 40     | 71    |
|                 |                        |    |     |        |       |

Classifica portieri
| Giocatore      | Squadra                 | PG | MGS  |  |
| -------------- | ----------------------- | -- | ---- |  |
| Connie Dion    | 2 franchigie (BUF, STL) | 42 | 2.95 |  |
| Roger Bessette | Pittsburgh Hornets      | 24 | 3.42 |  |
| Nick Damore    | Hershey Bears           | 46 | 3.48 |  |
| Tom Wilson     | Indianapolis Capitals   | 55 | 3.72 |  |
| Jim Henry      | New Haven Eagles        | 25 | 3.84 |  |
|                |                         |    |      |  |

## Playoff
|  | Primo turno | Primo turno        | Primo turno      |                       |                    | Semifinali         | Semifinali     | Semifinali |  |  | Calder Cup | Calder Cup | Calder Cup |  |
|  |             |                    |                  |                       |                    |                    |                |            |  |  |            |            |            |  |
|  |             |                    |                  |                       |                    | E1                 | Buffalo Bisons | 4          |  |  |            |            |            |  |
|  |             |                    |                  |                       |                    | E1                 | Buffalo Bisons | 4          |  |  |            |            |            |  |
|  |             |                    | W1               | Indianapolis Capitals | 1                  |                    |                |            |  |  |            |            |            |  |
|  |             |                    |                  | Indianapolis Capitals | 1                  |                    |                |            |  |  |            |            |            |  |
|  |             |                    |                  |                       |                    |                    |                |            |  |  |            |            |            |  |
|  |             |                    |                  |                       |                    |                    |                |            |  |  |            |            |            |  |
|  |             | Buffalo Bisons     | Buffalo Bisons   | 4                     |                    |                    |                |            |  |  |            |            |            |  |
|  |             |                    |                  |                       |                    |                    |                |            |  |  |            |            |            |  |
|  |             |                    | Cleveland Barons | Cleveland Barons      | 3                  |                    |                |            |  |  |            |            |            |  |
|  | E2          | Hershey Bears      | Cleveland Barons | Cleveland Barons      | 3                  | 1                  |                |            |  |  |            |            |            |  |
|  | E2          | Hershey Bears      |                  |                       |                    |                    |                |            |  |  |            |            |            |  |
|  | W2          | Pittsburgh Hornets | 2                |                       |                    |                    |                |            |  |  |            |            |            |  |
|  | W2          | Pittsburgh Hornets | 2                |                       | Pittsburgh Hornets | Pittsburgh Hornets | 1              |            |  |  |            |            |            |  |
|  |             |                    |                  |                       | Pittsburgh Hornets | Pittsburgh Hornets | 1              |            |  |  |            |            |            |  |
|  |             |                    | Cleveland Barons | Cleveland Barons      | 2                  |                    |                |            |  |  |            |            |            |  |
|  | E3          | Providence Reds    | Cleveland Barons | Cleveland Barons      | 2                  | 0                  |                |            |  |  |            |            |            |  |
|  | E3          | Providence Reds    |                  |                       |                    |                    |                |            |  |  |            |            |            |  |
|  | W3          | Cleveland Barons   | 2                |                       |                    |                    |                |            |  |  |            |            |            |  |

## Premi AHL
- Calder Cup: Buffalo Bisons
- F. G. "Teddy" Oke Trophy: Indianapolis Capitals

### Vincitori
| Buffalo Bisons | Portiere: Connie Dion Difensori: Wilf Field, Roger Leger, Art Lessard, Mike McMahon Attaccanti: Jack Adams, Gerry Bellemarre, Robert Blake, George Boothman, Tom Cooper, Len Halldorson, Fred Hunt, Doug Lewis, Vic Lynn, Murdo MacKay, Paul Mundrick, Mike Shabaga Allenatore: Frank Beisler |

### AHL All-Star Team
First All-Star Team
- Attaccanti: Pete Leswick • Les Douglas • Joe Bell
- Difensori: Roger Leger • Pete Backor
- Portiere: Nick Damore

Second All-Star Team
- Attaccanti: Louis Trudel • Tom Burlington • Norm Larson
- Difensori: Hugh Millar • Dick Adolph
- Portiere: Connie Dion